# Периналдо
Перина̀лдо (на италиански: Perinaldo; на лигурски: Perinòud, Периноуд) е село и община в Северна Италия, провинция Империя, регион Лигурия. Разположено е на 572 m надморска височина. Населението на общината е 915 души (към 2011 г.).